# Vuelo 1016 de USAir
El vuelo 1016 de USAir fue un vuelo nacional estadounidense entre Columbia, Carolina del Sur y Charlotte, Carolina del Norte. El 2 de julio de 1994, el DC-9 que operaba el vuelo se topó con una tormenta severa y con microrráfagas, que indujeron cizalladuras mientras intentaba aterrizar, haciendo que el avión se estrellara contra árboles y una residencia privada cerca del aeropuerto. El accidente y el posterior incendio mataron a 37 personas e hirieron a otros 16.

## Accidente
El avión, registrado como N954VJ, despegó del aeropuerto Metropolitano de Columbia a las 18:15 EST para un vuelo de 35 minutos al aeropuerto Internacional Douglas. A bordo había 52 pasajeros (incluyendo dos niños), tres auxiliares de vuelo, y dos pilotos. El vuelo transcurrió sin incidentes hasta la aproximación a Charlotte, donde varias tormentas eléctricas se encontraban en las cercanías del aeropuerto. El vuelo fue autorizado por la torre para aterrizar en la pista 18R. El avión, pilotado  por el primer oficial, se acercó a la pista de aterrizaje en condiciones de lluvia intensa. El controlador de la torre emitió una advertencia de cizalladura a todas las aeronaves, pero en una frecuencia de radio diferente a la utilizada por el vuelo 1016.

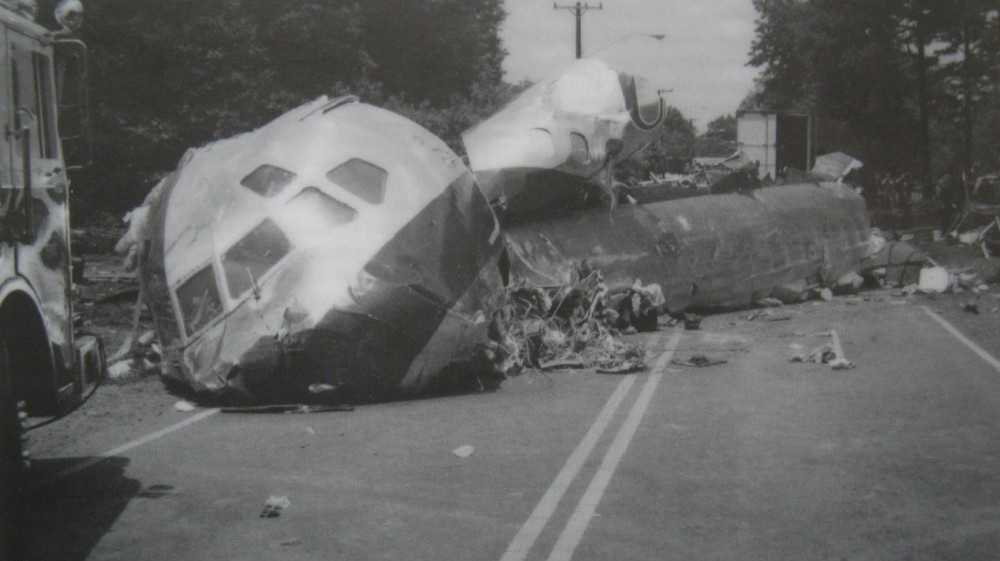
Imagen de la cabina del avión accidentado.

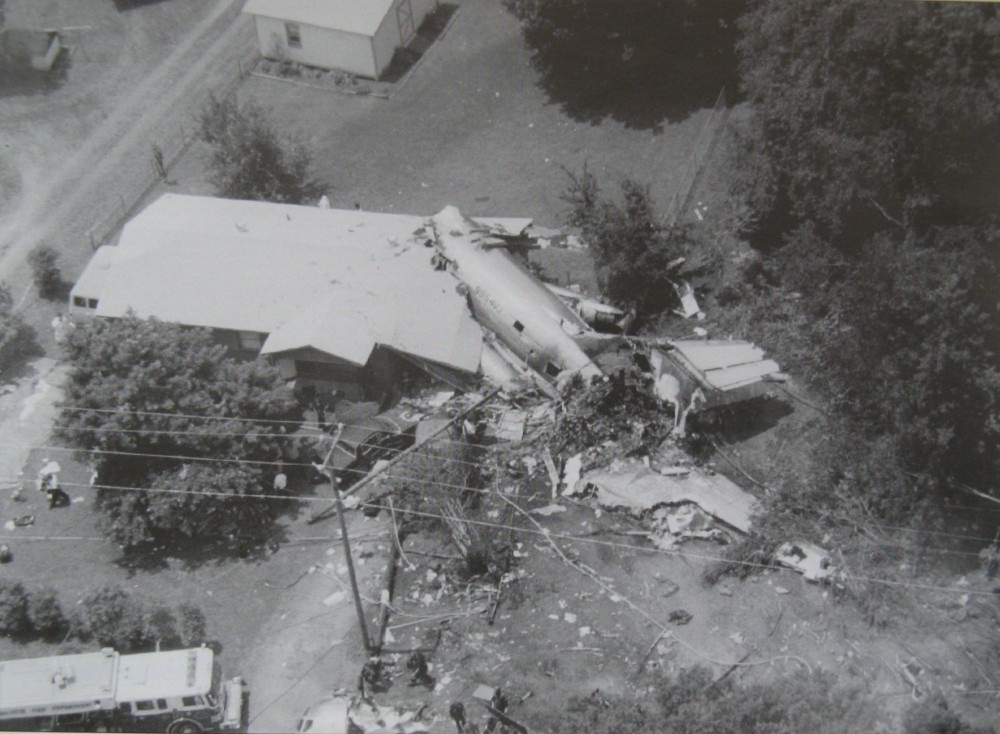
Imagen de los restos del avión accidentado en la vivienda que impactó en el accidente.

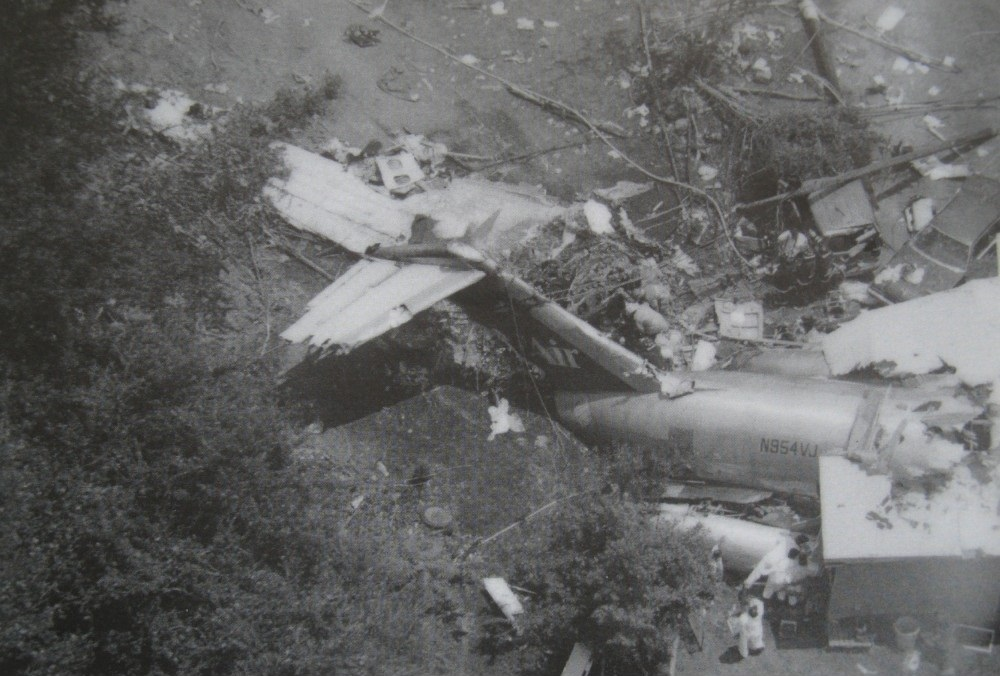
Imagen de la cola del avión accidentado.

Aproximadamente un minuto más tarde, como el vuelo 1016 estaba en la aproximación final, el capitán, dándose cuenta de que su avión se encontraba en una situación grave, dio instrucciones al primer oficial de «Toma la vuelta, ve a la derecha». Luego llamó por radio a la torre de control y declaró «USAir 1016 activo». El avión tuvo problemas para subir debido a las condiciones climáticas severas, inmediatamente viró a la derecha y empezó a descender rápidamente. La tripulación trató desesperadamente de controlar el avión, ya que empezó a perder altura rápidamente.
A las 18:42 EST, el DC-9 aterrizó en un campo dentro de los límites del aeropuerto, cerca de 0,5 millas (0,80 km) desde el umbral de la pista 18R. A continuación, se estrelló contra la valla del aeropuerto e impactó varios árboles, mientras patinaba por una calle residencial que estaba en los límites del aeropuerto. El avión se partió en cuatro secciones principales; el frente a 40 pies (12 m) de la aeronave, incluyendo la cabina del piloto y la cabina de pasajeros de primera clase desocupada, se detuvieron en medio de la carretera Wallace Neel. La sección trasera del fuselaje, incluyendo la cola y los motores traseros montados, fue a parar en la cochera de una casa.
De los 52 pasajeros a bordo, 14 sufrieron heridas graves, uno tenía heridas leves y 37 murieron debido a la fuerza del impacto y/o el fuego. De los cinco miembros de la tripulación, los dos pilotos sufrieron heridas leves, dos asistentes de vuelo resultaron heridos de gravedad y la restante asistente de vuelo sufrió heridas leves. No hubo personas lesionadas en tierra.

## Causa
Después de una larga investigación por la NTSB, se concluyó que una microrráfaga había sido generada por la tormenta que había sobre el aeropuerto en el momento del accidente. La NTSB destacó estos factores contribuyentes:
1. La decisión de la tripulación para continuar la aproximación durante una tormenta severa.
2. El fracaso de la tripulación de vuelo para reconocer la cizalladura del viento rápidamente (empeorada por un error en el software de alerta de cizalladura del viento).
3. El fracaso de la tripulación de vuelo para establecer un control adecuado y la potencia del motor que los habría sacado de la cizalladura del viento.
4. La falta de información oportuna sobre el clima por el control del tráfico aéreo a la tripulación del vuelo 1016.

## Filmografía
- El accidente fue mencionado en la primera temporada de Mayday: catástrofes aéreas, en el episodio titulado «Carrera contra la tormenta», el cual representó los eventos del vuelo 1420 de American Airlines, el cual también se accidentó en el aterrizaje.[2] Los eventos del accidente fueron recreados posteriormente en la decimoséptima temporada del programa, en el episodio titulado «Atormentado» en Hispanoamérica y «Bajo la tormenta» en España, incluyendo dramatización, imágenes de archivo y entrevistas a los sobrevivientes e investigadores.[3]
- La historia de uno de los sobrevivientes se presentó en el programa The Unexplained, en el episodio titulado «Death Cheaters», el cual presentó historias de personas que estuvieron a punto de morir en situaciones potencialmente mortales.[4]